# Livingston Parish
Livingston Parish is een parish in de Amerikaanse staat Louisiana.
De parish heeft een landoppervlakte van 1.678 km² en telt 91.814 inwoners (volkstelling 2000). De hoofdplaats is Livingston.